# Руско-шведски рат (1741—1743)
Руско-шведски рат вођен је у периоду од 1741. до 1743. године између Шведске са једне и Руске империје са друге стране. Завршен је победом Русије.

## Рат
У намери да поврати територије изгубљене у Северном рату, Шведска, подстакнута од Француске и Пруске, објављује 8. августа 1741. године рат Русији. После концентрације на финској граници код Виборга, руска војска (око 15.000 људи) под командом фелдмаршала Ласија, разбила је 3. септембра шведске снаге и заузела фински град Вилманстранд. Крајем новембра, шведске снаге (око 6500 људи) безсупешно покушавају да продру ка Виборгу. Након тога је закључено примирје које Шведска није дуго поштовала. Пошто је заузела Фредриксхамн, руска војска је у јуну наставила дејства ка Хелсингфорсу (Хелсинки) где је окружила и 4. септембра приморала шведске снаге на капитулацију. Затим је без отпора заузела целу Финску. У пролеће 1743. године, Швеђани су повратили Аландска острва и потисли руске снаге преко Торнеа, али је дефинитивно рат завршен у корист Русије, поготово на мору. Мировни уговор је закључен у Обуу. Русија је добила финске области до реке Кимене са градовима Вилманстрандом и Нислутом, чиме је још више ојачала своје позиције на мору.